# Орский нефтяной техникум
Орский нефтяной техникум (ОНТ) — средне-специальное учебное заведение в городе Орске. Входит в Перечень подведомственных образовательных учреждений Росэнерго, принятых в ведение Министерства образования Оренбургской области. Имеет собственную газету «Чёрное золото».

## История
4 октября 1948 года вышло постановление Совета Министров СССР № 3774 «О мероприятиях по увеличению выпуска инженеров и техников для предприятий нефтяной и газовой промышленности», в связи с которым был учреждён Орский нефтяной техникум. Орский нефтеперерабатывающий завод предоставил под техникум жилое здание на улице Суворова, 32, отремонтированное и переоборудованное для занятий. Подготовка специалистов началась по двум профессиям: технологи и механики, затем стали обучать химиков-аналитиков и ремонтников.
С 1 сентября 1950 года техникум принял первых студентов. Первым директором техникума был назначен Владимир Степанович Акимов. В 1970 г. техникум сменил свой адрес: было построено типовое здание по проспекту Ленина, 81. В 1993 году была открыта специальность «Экономика и бухгалтерский учет в нефтегазоперерабатывающей промышленности», в 2003 году — «Программное обеспечение вычислительной техники и автоматизированных систем», в 2005 году — «Охрана окружающей среды и рациональное использование природных ресурсов», в 2007 году — «Банковское дело».
В 1992 году название учреждения изменилось на Орский химико-механический техникум, однако в 2007 году было возвращено прежнее. С 2012 года коллектив техникума возглавляет Кочеткова Татьяна Борисовна.
Техникум прошел аккредитацию и лицензирование в 2008 году в Федеральной службе по надзору в сфере образования.
Многие выпускники стали руководителями различных промышленных предприятий и учреждений, высококвалифицированными рабочими — мастерами своего дела, многие нашли себя в науке, общественной и творческой деятельности. Свыше половины работников ОАО «Орскнефтеоргсинтез» являются выпускниками техникума и продолжают успешно работать на предприятии.
В 2010 году техникум включен в национальный реестр «Ведущие образовательные учреждения России» на основании предложения Министерства образования Оренбургской области.

## Специальности ОНТ
- 18.02.09 — Переработка нефти и газа
- 240138 — Аналитический контроль качества химических соединений
- 150131 — Монтаж и техническая эксплуатация промышленного оборудования
- 140102 — Теплоснабжение и теплотехническое оборудование
- 200201 — Рациональное использование природохозяйственных комплексов
- 230115 — Программирование в компьютерных системах
- 080114 — Экономика и бухгалтерский учет
- 080110 — Банковское дело
- 080115 — «Пожарная безопасность»

Помимо семи основных аккредитованных образовательных программ (кроме банковского дела) существует дополнительная — повышение квалификации по специальностям ссуза.